# Franco Nero
Francesco Clemente Giuseppe Sparanero (Parma, 23 de noviembre de 1941), más conocido por su nombre artístico Franco Nero, es un actor, productor y director de cine italiano. En 1968 ganó el Premio David de Donatello. Su papel decisivo fue el del personaje principal en la película spaghetti western Django (1966), que lo convirtió en un icono de la cultura pop y lanzó una carrera internacional que incluye más de doscientos papeles principales y secundarios en una amplia variedad de películas y producciones televisivas.
Durante las décadas de 1960 y 1970, Nero participó en muchas cintas de cine B populares italianas, incluidos filmes de género poliziottesco, giallo y spaghetti western. Entre sus películas más conocidas se encuentran La Biblia (1966), Camelot (1967), Il giorno della civetta (1968), Salario para matar (1968), Los compañeros (1970), Confesiones de un comisario de policía al procurador de la república (1971), Keoma (1976), Autostop rosso sangue (1977), La justicia del Ninja (1981), Die Hard 2 (1990), Cartas a Julieta (2010), Cars 2 (2011), John Wick: Chapter 2 (2017), Red Land (Rosso Istria) (2018) y El exorcista del Papa (2023).
Nero ha tenido una larga relación con Vanessa Redgrave, que comenzó durante el rodaje de Camelot. Se casaron en 2006 y son padres del actor Carlo Nero.

## Primeros años
Su niñez y adolescencia transcurrieron en las ciudades de Bedonia y Milán. Estudió y se tituló en contabilidad. Quiso continuar su carrera estudiando economía y comercio en Milán, pero pronto la abandonó para continuar estudiando en el Piccolo Teatro di Milano. Participó como modelo en algunas revistas del género llamado fotonovela. Interpretó varios papeles cinematográficos desde 1962, pero fue su participación en 1966 en el filme del género spaghetti western Django, del director Sergio Corbucci, el que lo lanzó a la fama.

## Carrera
El primer papel de Nero en el cine fue un pequeño papel en Pelle viva (1962), y tuvo su primer papel principal en Django (1966) de Sergio Corbucci, un spaghetti western y una de sus películas más conocidas. En 1966, Django, apareció en ocho películas más estrenadas ese año, incluidas Texas, Adios (1966) y Massacre Time.
En 1967 apareció en Camelot como Lancelot, donde conoció a su pareja romántica de toda la vida, y más tarde a su esposa, Vanessa Redgrave. Después de esto apareció en la película de la mafia Il giorno della civetta junto a Claudia Cardinale estrenada en 1968.
La falta de dominio del inglés tendía a limitar estos papeles, aunque también apareció en otras películas en inglés, como The Virgin and the Gypsy (1970), Force 10 from Navarone (1978), La justicia del Ninja (1981) y Die Hard 2 (1990).
Aunque a menudo encasillado en películas como Los amigos (1973) o Keoma (1976), ha intentado una impresionante variedad de personajes, como Abel en la epopeya de John Huston The Bible: In The Beginning (1966), el ingeniero humillado en busca de venganza en Street Law, el teniente gay en Querelle (1982) y el héroe medieval serbio en The Falcon (1983). Ha aparecido en más de 150 películas y ha escrito, producido y protagonizado una: Jonathan degli orsi (1993). 
Más recientemente, protagonizó Honfoglalás (Conquest) del director húngaro Koltay Gábor en 1996, en Li chiamarono... briganti!! (1999) de Pasquale Squitieri y posteriormente en Sacra Corona (Holy Crown) de Koltay en 2001.
En 2009 interpretó a un autor excéntrico llamado Mario Puzzo en Mord ist mein Geschäft, Liebling. Los críticos alemanes encontraron que su actuación fue la mejor parte de la película.
En 2010 apareció en la película Letters to Juliet con Redgrave. En 2011 apareció como estrella invitada en el episodio de estreno de la temporada 13 de Law & Order: Special Victims Unit. Su personaje, aunque italiano, se basó en Dominique Strauss-Kahn. En el mismo año recibió una estrella en el Paseo de la Fama de Italia en Toronto, Ontario (Canadá). 
En 2012 hizo un cameo en la película Django Unchained en una escena junto a Jamie Foxx quien interpreta a Django en la película. Nero, interpretando al Django original, le pregunta al Django de Foxx cómo se escribe su nombre y le pide que lo deletree, haciendo referencia a una escena del papel de Nero como Django en la película original de Django. Al enterarse de que sus nombres se escriben de la misma manera, Django (Nero) dice "Lo sé" a Django (Foxx).
En 2016 y 2017 interpretó la poesía de Gabriele Tinti dando voz a las obras maestras del Museo Nacional Romano.
Nero aparece en el largometraje de comedia negra The Immortalist en 2020 junto con Sherilyn Fenn, Paul Rodríguez, Aries Spears y Jeff DuJardin, dirigida por Vlad Kozlov.

## Vida privada

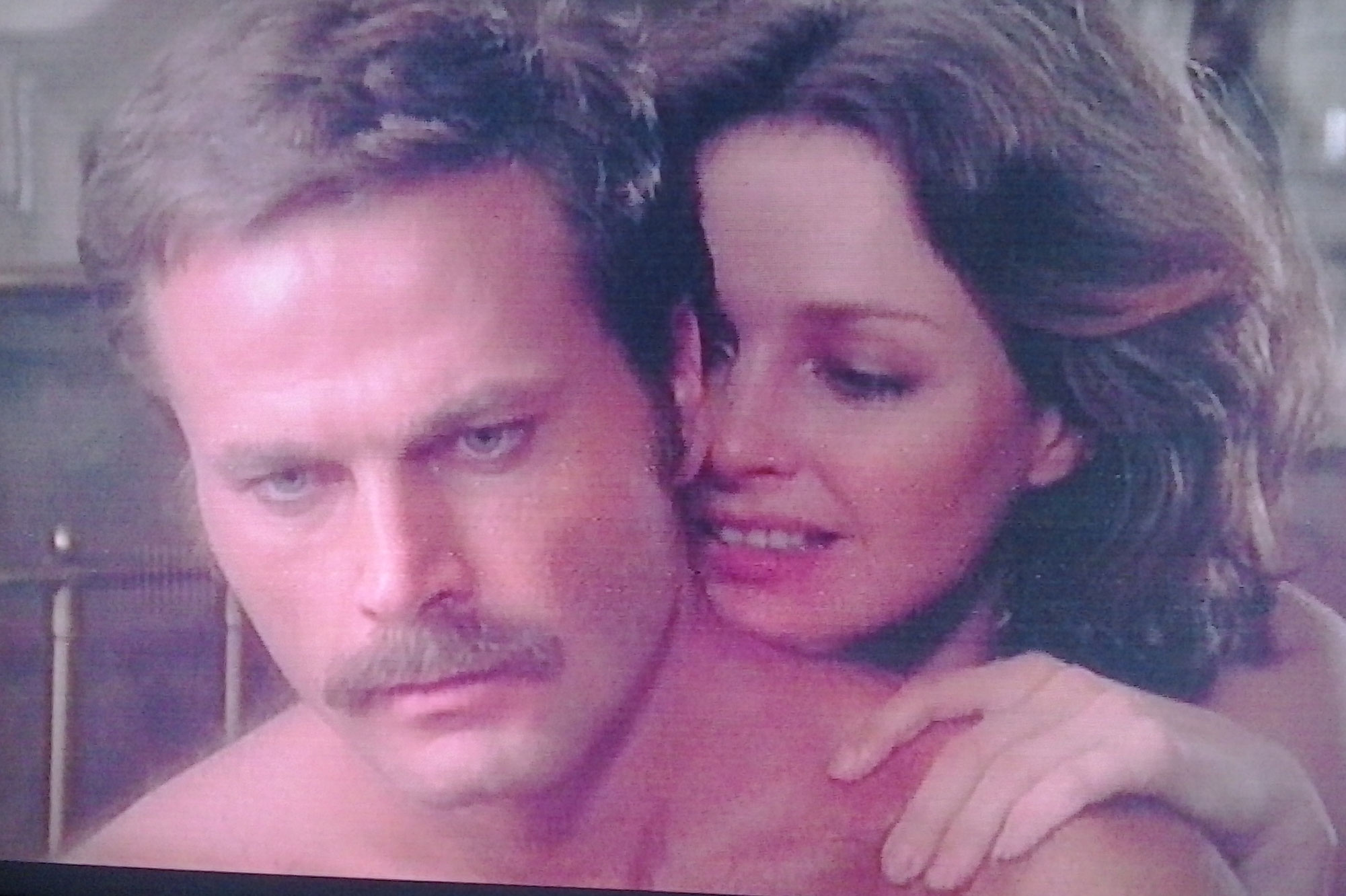
Franco Nero y Jennifer O'Neill en un fotograma de Gente di rispetto.

Su relación romántica con la actriz inglesa Vanessa Redgrave comenzó en 1966 cuando se conocieron en el set de Camelot. En 1969, tuvieron un hijo, Carlo Gabriel Redgrave Sparanero (conocido profesionalmente como Carlo Nero), guionista y director. Después de separarse durante muchos años durante los cuales ambos mantuvieron relaciones con otras personas se reencontraron y se casaron el 31 de diciembre de 2006. Carlo Nero dirigió a Redgrave en la adaptación cinematográfica de la obra de teatro The Fever de Wallace Shawn.
Franco Nero salió con las actrices Catherine Deneuve, Goldie Hawn y Ursula Andress en la década de 1970.
En 1983 tuvo un segundo hijo, Frank Sparanero (también conocido como Frankie Nero o Frank Nero Jr). Nacido en Roma, Nero comenzó su carrera como actor con Pupi Avati en 1996 en un festival de cine y luego en 1999 con la película Buck and the Magic Bracelet de Tonino Ricci. Además de actor, también es artista, arquitecto y fotógrafo.
En diciembre de 1987 se presentó en su contra una demanda de paternidad en un Tribunal de Colombia donde se encontraba en ese momento haciendo una película, luego de un breve romance con Mauricia Mena, quien aseguraba que era el padre de su pequeño hijo Franquito.
En 1994, Nero llevó a su futura hijastra Natasha Richardson (1963–2009) al altar cuando se casó con el actor Liam Neeson, ya que su padre Tony Richardson había muerto en 1991.

## Filmografía
- I criminali della galassia (1965), de Antonio Margheriti.
- La guerra de los planetas (1965, I diafanoidi vengono da Marte), de Antonio Margheriti.
- Django (1966), de Sergio Corbucci.
- Texas, adiós (1966, Texas, addio), de Ferdinando Baldi.
- Biblia... En el principio (1966, La Bibbia),  de John Huston. Como Abel.
- Las pistolas cantaron a muerte (1966, Tempo di massacro), de Lucio Fulci.
- Camelot (1967), de Joshua Logan.
- Salario para matar (1968, Il mercenario), de Sergio Corbucci.
- El día de la lechuza (1968, Il giorno della civetta), de Damiano Damiani.
- La batalla del río Neretva (1969, Bitka na Neretvi), de Veljko Bulajic.
- Un lugar tranquilo en el campo (1969, Un tranquillo posto di campagna), de Elio Petri.
- Y Dios está con nosotros (1970), de Giuliano Montaldo.
- ¡Vamos a matar, compañeros! (1970), de Sergio Corbucci.
- Tristana (1970), de Luis Buñuel.
- El día negro (1971, Giornata nera per l’ariete), de Luigi Bazzoni.
- Los amigos (1972), de Paolo Cavara.
- Viva la muerte... tuya (1972, ¡Viva la muerte... tua!), de Duccio Tessari.
- Ríos de sangre (1972, Senza ragione), de Silvio Narizzano.
- Il delitto Matteotti, de Florestano Vancini.
- El monje (1973, Le moine), de Ado Kyrou.
- Mussolini: último acto (1974, Mussolini: Último atto), de Carlo Lizzani.
- Colmillo Blanco (1974, Il ritorno di Zanna Bianca), de Lucio Fulci.
- ¿Por qué se asesina a un magistrado? (1974, Perché si uccide un magistrato?), de Damiano Damiani.
- La leyenda de Rodolfo Valentino (1975, The Legend of Valentino), de Melville Shavelson.
- Gente de respeto (1975, Gente di rispetto), de Luigi Zampa.
- Los locos del oro negro (1975, Cipolla Colt), de Enzo G. Castellari.
- 21 horas en Munich (1976, 21 Hours at Munich), de William A. Graham.
- Scandalo (1976), de Salvatore Samperi.
- Keoma (1976), de Enzo G. Castellari.
- Autostop Sangriento - El Cínico y la Casada (1977), de Pascuake Festa Campanile.
- Fuerza 10 de Navarone (1978, Force 10 from Navarone, de Guy Hamilton.
- Relaciones peligrosas (1979, Un dramma borghese), de Florestano Vancini.
- A lo loco y con la cara del otro (1980, The Man with Bogart’s Face), de Robert Day.
- La justicia del Ninja (1981, Enter the Ninja, de Menahem Golan.
- La salamandra (1981, The Salamander), de Peter Zinner.
- Querelle (1982), de Rainer Werner Fassbinder.
- Campanas rojas (1982), producción mexicano-soviética de Sergei Bondarchuk.
- Wagner (1983), de Tony Palmer.
- Los últimos días de Pompeya (1984, The Last Days of Pompeii), de Peter R. Hunt.
- El arrepentido (1985), de Pasquale Squitieri.
- The Girl (1986), de Arne Mattsson.
- Regreso de un héroe (1987, Django 2: il grande ritorno), de Nello Rossati.
- Top Line (1988), de Nello Rossati.
- Zíngara (1988, Il giovane Toscanini), de Franco Zeffirelli.
- El capricho de los dioses (1988, Windmills of the Gods, miniserie televisiva), de Lee Philips.
- Amelia Lopes O'Neill (1990), de Valeria Sarmiento.
- Die Hard 2 (1990), de Renny Harlin.
- Jonathan de los Osos (1993, Jonathan degli Orsi), de Enzo G. Castellari.
- Desideria, el anillo del dragón (1994, Desideria e l’anello del drago), de Lamberto Bava.
- A Tres Bandas (1996, Il Tocco: la sfida), de Enrico Coletti.
- El sueño inocente (1996, The Innocent Sleep), de Scott Michell.
- Bella Mafia (1997), de David Greene.
- La Biblia: David (1997, como Natán , de Robert Markowitz.
- El tesoro de Damasco (1998, Il tesoro di Damasco), de José María Sánchez Silva.
- El asesinato de Versace (1998, The Versace Murder), de Menahem Golan.
- Pasiones rotas (1998, Talk of Angels), de Nick Hamm.
- Li chiamarono... briganti! (1999), de Pasquale Squitieri.
- Sin invitación (1999, Uninvited), de Carlo Gabriel Nero
- Mirka (1999), de Rachid Benhadj.
- Pablo de Tarso (2000), de Roger Young (como San Pablo).
- Las Cruzadas (2001, Crociati), de Dominique Othenin-Girard.
- Megiddo: The Omega Code 2 (2001), de Brian Trenchard-Smith
- Una Roccia Spezzata (2007), de Carlo Fusco
- Prigioniero di un segreto (2008), de Carlo Fusco
- Báthory (2008), de Juraj Jakubisko. Como Matías II de Hungría
- Palestrina - Príncipe de la Música (2009), de Georg Brintrup
- Mord ist mein Geschäft, Liebling (2009), de Sebastian Niemann.
- Cartas a Julieta (2010) de Gary Winick. Como Lorenzo Bartolini
- Agustín: El Declive del Imperio Romano (2010) de Christian Duguay
- Cars 2 (2011) de John Lasseter. Voz
- Django Unchained (2012) de Quentin Tarantino
- John Wick: Chapter 2 (2017) de Chad Stahelski
- La ciudad perdida de Z (2017)
- Havana Kyrie (2018) de Paolo Consorti
- Red Land (Rosso Istria) (2018)
- Harmonie, La Reina de la Noche (2019), de la directora colombiana Juana Jiménez. Austria/Colombia.
- The Collini Case (Historia de un crimen, en español[19]) (2019), de Marco Kreuzpaintner.
- Django & Django (2021), de Luca Rea.
- El exorcista del Papa (2023), de Julius Avery.

## Discografía
- Will Change The World/Cambierà (1985) - con su hijo Carlo Nero.